# 신리 (신토)

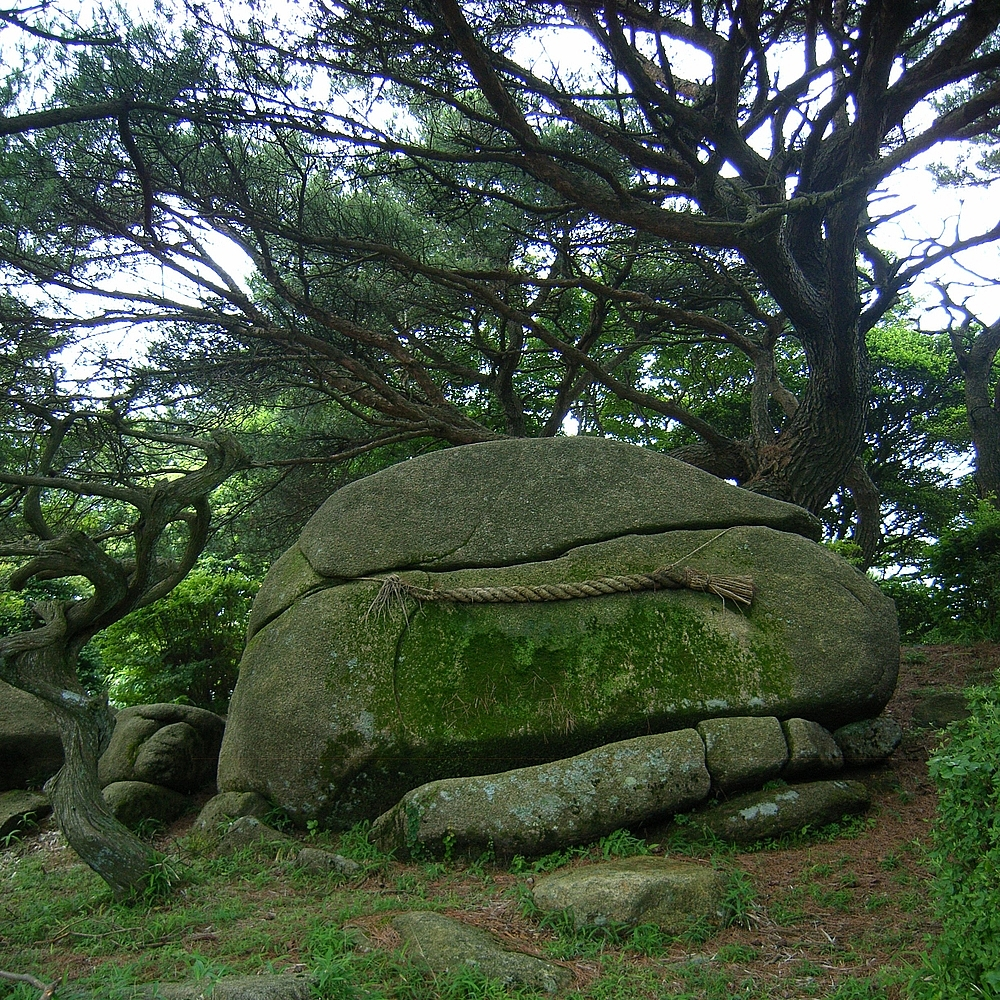
천수일명의 신리, 육갑산(六甲山) 컨트리 하우스에서

신리(神籬)은 신도에서 신사 나 신붕 이외의 장소에서 제사를 지내는 경우 임시로 신을 맞이하기위한 빙대(憑代)가되는 것.

## 같이 보기
- 신체 (신토)